# Unione Sportiva Foggia & Incedit 1966-1967
Questa voce raccoglie le informazioni riguardanti l'Unione Sportiva Foggia & Incedit nelle competizioni ufficiali della stagione 1966-1967.

## Stagione
Il Foggia nella stagione 1966-1967 ha partecipato al campionato di Serie A: si classifica sedicesima al terz'ultimo posto e retrocede in Serie B assieme alla Lazio, al Venezia e al Lecco. Lo scudetto è stato vinto dalla Juventus con 49 punti, uno di vantaggio sull'Inter superato sul filo di lana all'ultima giornata. Con otto reti Vincenzo Traspedini è stato il giocatore più prolifico dei satanelli. In Coppa Italia supera il primo turno battendo il Catanzaro per 3-1 in trasferta, poi viene eliminata al secondo turno dal Lanerossi Vicenza (0-3 in casa).

## Organigramma societario
Area direttiva
- Presidente: Domenico Rosa Rosa

Area tecnica
- Allenatore: Egizio Rubino, poi Luigi Bonizzoni (dal 6 dicembre)

## Rosa
| N. |                   | Ruolo | Calciatore          |
| -- | ----------------- | ----- | ------------------- |
|    | Italia (bandiera) | P     | Gastone Ballarini   |
|    | Italia (bandiera) | P     | Giuseppe Moschioni  |
|    | Italia (bandiera) | P     | Gian Nicola Pinotti |
|    | Italia (bandiera) | D     | Antonio Bettoni     |
|    | Italia (bandiera) | D     | Bruno Capra         |
|    | Italia (bandiera) | D     | Roberto Corradi     |
|    | Italia (bandiera) | D     | Matteo Rinaldi      |
|    | Italia (bandiera) | D     | Vasco Tagliavini    |
|    | Italia (bandiera) | D     | Ambrogio Valadè     |
|    | Italia (bandiera) | D     | Alberto Vivian      |
|    | Italia (bandiera) | C     | Sebastiano Bottaro  |
|    | Italia (bandiera) | C     | Vincenzo Faleo      |

| N. |                   | Ruolo | Calciatore           |
| -- | ----------------- | ----- | -------------------- |
|    | Italia (bandiera) | C     | Cataldo Gambino      |
|    | Italia (bandiera) | C     | Paolo Lazzotti       |
|    | Italia (bandiera) | C     | Giancarlo Magi       |
|    | Italia (bandiera) | C     | Giorgio Maioli       |
|    | Italia (bandiera) | C     | Dante Micheli        |
|    | Italia (bandiera) | C     | Achille Zardo        |
|    | Italia (bandiera) | A     | Pasquale Di Giovanni |
|    | Italia (bandiera) | A     | Cosimo Nocera        |
|    | Italia (bandiera) | A     | Roberto Oltramari    |
|    | Italia (bandiera) | A     | Francesco Patino     |
|    | Italia (bandiera) | A     | Vincenzo Traspedini  |
|    | Italia (bandiera) | A     | Serafino Urban       |

## Risultati

### Serie A

#### Girone di andata
| Arbitro: | Pieroni (Roma) |

|  |           |                                   |
|  | Marcatori | 18’, 23’, 85’ Mazzola 64’ Vinicio |

| Arbitro: | De Robbio (Torre Annunziata) |

|                                                                 |           |  |
| Nielsen 8’ Haller 33’ Vastola 35’ Rinaldi 53’ (aut.) Perani 83’ | Marcatori |  |

| Arbitro: | Torelli (Milano) |

|                                   |           |             |
| Gori 32’ Fontana 50’ Maraschi 66’ | Marcatori | 65’ Micheli |

| Foggia 9 ottobre 1966 4ª giornata | Foggia & Incedit | 0 – 0 | Cagliari | Stadio Pino Zaccheria\| Arbitro: \| Gonella (Torino) \| |
| Arbitro:                          | Gonella (Torino) |       |          |                                                         |

| Arbitro: | Varazzani (Parma) |

|                                    |           |  |
| Gambino 25’ Nocera 40’, 83’ (rig.) | Marcatori |  |

| Arbitro: | Bigi (Padova) |

|                                  |           |  |
| Leoncini 29’ Menichelli 32’, 70’ | Marcatori |  |

| Arbitro: | De Marchi (Pordenone) |

|                                      |           |                    |
| Fortunato 10’, 14’ Rivera 32’ (rig.) | Marcatori | 55’ (rig.) Micheli |

| Arbitro: | Motta (Monza) |

|                |           |                           |
| Traspedini 75’ | Marcatori | 62’ Chiarugi 78’ De Sisti |

| Arbitro: | Vacchini (Milano) |

|                   |           |  |
| Massei 71’ (rig.) | Marcatori |  |

| Arbitro: | Piantoni (Terni) |

|                                |           |  |
| Angelillo 39’ Clerici 44’, 84’ | Marcatori |  |

| Arbitro: | Varazzani (Parma) |

|                     |           |              |
| Traspedini 16’, 47’ | Marcatori | 65’ Tomeazzi |

| Arbitro: | Carminati (Milano) |

|                           |           |                      |
| Traspedini 5’ Gambino 47’ | Marcatori | 73’ Barison 80’ Losi |

| Arbitro: | Gussoni (Tradate) |

|                               |           |                 |
| Orlando 33’ Altafini 45’, 63’ | Marcatori | 6’, 70’ Micheli |

| Arbitro: | Toselli (Cormons) |

|             |           |  |
| Fanello 71’ | Marcatori |  |

| Arbitro: | Bernardis (Trieste) |

|  |           |           |
|  | Marcatori | 89’ Troja |

| Arbitro: | Varazzani (Parma) |

|                         |           |             |
| Micheli 48’ Gambino 64’ | Marcatori | 26’ D'Amato |

| Arbitro: | Palazzo (Palermo) |

|                            |           |  |
| Pelagalli 55’ Hitchens 65’ | Marcatori |  |

#### Girone di ritorno
| Arbitro: | Monti (Ancona) |

|                          |           |  |
| Cappellini 52’, 61’, 78’ | Marcatori |  |

| Arbitro: | Genel (Trieste) |

|  |           |           |
|  | Marcatori | 65’ Turra |

| Arbitro: | Carminati (Milano) |

|                    |           |                             |
| Oltramari 25’, 85’ | Marcatori | 27’ (rig.) Gori 69’ Fontana |

| Cagliari 19 febbraio 1967 21ª giornata | Cagliari          | 0 – 0 | Foggia & Incedit | Stadio Amsicora\| Arbitro: \| Orlando (Bergamo) \| |
| Arbitro:                               | Orlando (Bergamo) |       |                  |                                                    |

| Arbitro: | Canova (Bologna) |

|            |           |  |
| Spagni 70’ | Marcatori |  |

| Foggia 5 marzo 1967 23ª giornata | Foggia & Incedit  | 0 – 0 | Juventus | Stadio Pino Zaccheria\| Arbitro: \| D'Agostini (Roma) \| |
| Arbitro:                         | D'Agostini (Roma) |       |          |                                                          |

| Arbitro: | Sbardella (Roma) |

|  |           |                    |
|  | Marcatori | 16’ (aut.) Rinaldi |

| Arbitro: | Marchiori (Padova) |

|  |           |                |
|  | Marcatori | 40’ Traspedini |

| Pescara 2 aprile 1967 26ª giornata | Foggia & Incedit    | 0 – 0 | SPAL | Stadio Adriatico\| Arbitro: \| Lo Bello (Siracusa) \| |
| Arbitro:                           | Lo Bello (Siracusa) |       |      |                                                       |

| Arbitro: | Possagno (Treviso) |

|                                                   |           |              |
| Valadè 5’ Micheli 8’ Bacher 29’ (aut.) Nocera 55’ | Marcatori | 58’ Bonfanti |

| Arbitro: | Giunti (Arezzo) |

|  |           |                |
|  | Marcatori | 38’ Traspedini |

| Roma 23 aprile 1967 29ª giornata | Roma              | 0 – 0 | Foggia & Incedit | Stadio Olimpico\| Arbitro: \| Gussoni (Tradate) \| |
| Arbitro:                         | Gussoni (Tradate) |       |                  |                                                    |

| Arbitro: | Genel (Trieste) |

|           |           |              |
| Valadè 2’ | Marcatori | 85’ Altafini |

| Foggia 7 maggio 1967 31ª giornata | Foggia & Incedit | 0 – 0 | Torino | Stadio Pino Zaccheria\| Arbitro: \| Torelli (Milano) \| |
| Arbitro:                          | Torelli (Milano) |       |        |                                                         |

| Brescia 14 maggio 1967 32ª giornata | Brescia             | 0 – 0 | Foggia & Incedit | Stadio Mario Rigamonti\| Arbitro: \| Bernardis (Trieste) \| |
| Arbitro:                            | Bernardis (Trieste) |       |                  |                                                             |

| Arbitro: | Carminati (Milano) |

|                                  |           |                |
| Sassaroli 6’ Marchesi 40’ (rig.) | Marcatori | 59’ Traspedini |

| Arbitro: | Fiduccia (Marsala) |

|                                                        |           |               |
| Traspedini 32’ Urban 64’ Nocera 77’ Micheli 88’ (rig.) | Marcatori | 48’ Savoldi I |

### Coppa Italia
| Arbitro: | Acernese (Roma) |

|            |           |                      |
| Vitali 80’ | Marcatori | 52’, 63’, 70’ Nocera |

| Arbitro: | Picasso (Chiavari) |

|  |           |                                             |
|  | Marcatori | 30’ Ciccolo 38’ (aut.) Gambino 41’ Da Silva |

## Statistiche

### Statistiche di squadra
| Competizione | Punti | In casa | In casa | In casa | In casa | In casa | In casa | In trasferta | In trasferta | In trasferta | In trasferta | In trasferta | In trasferta | Totale | Totale | Totale | Totale | Totale | Totale | DR  |
| Competizione | Punti | G       | V       | N       | P       | Gf      | Gs      | G            | V            | N            | P            | Gf           | Gs           | G      | V      | N      | P      | Gf     | Gs     | DR  |
| ------------ | ----- | ------- | ------- | ------- | ------- | ------- | ------- | ------------ | ------------ | ------------ | ------------ | ------------ | ------------ | ------ | ------ | ------ | ------ | ------ | ------ | --- |
| Serie A      | 24    | 17      | 5       | 7       | 5       | 21      | 19      | 17           | 2            | 3            | 12           | 7            | 30           | 34     | 7      | 10     | 17     | 28     | 49     | -21 |
| Coppa Italia |       | 1       | 0       | 0       | 1       | 0       | 3       | 1            | 1            | 0            | 0            | 3            | 1            | 2      | 1      | 0      | 1      | 3      | 4      | -1  |
| Totale       |       | 18      | 5       | 7       | 6       | 21      | 22      | 18           | 3            | 3            | 12           | 10           | 31           | 36     | 8      | 10     | 18     | 31     | 53     | -22 |

### Statistiche dei giocatori
| Giocatore      | Serie A  | Serie A | Coppa Italia | Coppa Italia | Totale   | Totale |
| Giocatore      | Presenze | Reti    | Presenze     | Reti         | Presenze | Reti   |
| -------------- | -------- | ------- | ------------ | ------------ | -------- | ------ |
| G. Ballarini   | 4        | -7      | 1            | -3           | 5        | -10    |
| A. Bettoni     | 19       | 0       | 1            | 0            | 20       | 0      |
| B. Capra       | 9        | 0       | 1            | 0            | 10       | 0      |
| R. Corradi     | 14       | 0       | 1            | 0            | 15       | 0      |
| P. Di Giovanni | 1        | 0       | -            | -            | 1        | 0      |
| V. Faleo       | 24       | 0       | 1            | 0            | 25       | 0      |
| C. Gambino     | 28       | 3       | 1            | 0            | 29       | 3      |
| P. Lazzotti    | 26       | 0       | 2            | 0            | 28       | 0      |
| G. Magi        | 4        | 0       | 1            | 0            | 5        | 0      |
| G. Maioli      | 23       | 0       | 1            | 0            | 24       | 0      |
| D. Micheli     | 32       | 7       | 2            | 0            | 34       | 7      |
| G. Moschioni   | 22       | -33     | 1            | -1           | 23       | -34    |
| C. Nocera      | 22       | 4       | 2            | 3            | 24       | 7      |
| R. Oltramari   | 20       | 2       | -            | -            | 20       | 2      |
| G. Pinotti     | 10       | -7      | 1            | 0            | 11       | -7     |
| M. Rinaldi     | 30       | 0       | 2            | 0            | 32       | 0      |
| V. Tagliavini  | 25       | 0       | 1            | 0            | 26       | 0      |
| V. Traspedini  | 26       | 8       | 1            | 0            | 27       | 8      |
| S. Urban       | 1        | 1       | 1            | 0            | 2        | 1      |
| A. Valadè      | 25       | 2       | 1            | 0            | 26       | 2      |
| A. Vivian      | 9        | 0       | 1            | 0            | 10       | 0      |
| A. Zardo       | 2        | 0       | 1            | 0            | 3        | 0      |